# 勒博
勒博（法語：Le Bô，法語發音：[lə bo] ⓘ）是法国卡尔瓦多斯省的一个市镇，属于卡昂区。

## 地理
勒博（48°53'50"N, 0°27'13"W）面积3.9 平方千米，位于法国诺曼底大区卡爾瓦多斯省，该省份为法国西北部沿海省份，北濒大西洋英吉利海峡，东北与滨海塞纳省以海上边界相接，东临厄尔省，南至奧恩省，西与芒什省接壤。
与勒博接壤的市镇（或旧市镇、城区）包括：克莱西、科塞斯维尔、拉波姆赖、圣奥梅尔、勒韦。

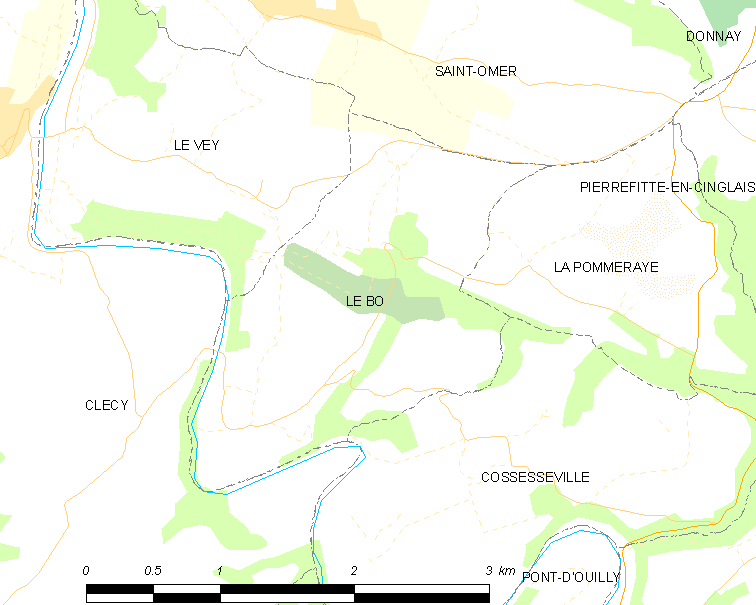
勒博的OSM定位图

勒博的时区为UTC+01:00、UTC+02:00（夏令时）。

## 行政
勒博的邮政编码为14690，INSEE市镇编码为14080。

## 政治
勒博所属的省级选区为勒奥姆县。

## 人口

1962-2008年间勒博人口变化图示

勒博于2022年1月1日时的人口数量为126人。